# دهستان پادیسه
دهستان پادیسه (به لاتین: Padise Parish) یک دهستان در استونی است که در شهرستان هاریو واقع شده‌است.

## خصوصیات
دهستان پادیسه ۳۶۶٫۵۵ کیلومترمربع مساحت و ۱٬۷۷۱ نفر جمعیت دارد.